# Berchidda
Berchidda település Olaszországban, Szardínia régióban, Olbia-Tempio megyében. Lakosainak száma 2594 fő (2023. január 1.). Berchidda Alà dei Sardi, Monti, Oschiri, Tempio Pausania és Calangianus községekkel határos.

## Népesség
A település népességének változása:
| Lakosok száma | 2772 | 2749 | 2594 |
|               | 2017 | 2018 | 2023 |